# Marã Bilquis
Marã Bilquis (em árabe: محرم بلقيس; romaniz.: muharam bilaqis, Palácio da Rainha de Sabá) ou Templo de Auã (em árabe: معبد أوام; romaniz.: maebad 'awam) é um templo sabeu dedicado a Almacá, principal divindade do Sul da Arábia e conhecido como Senhor de Auã.

## Localização
O templo está situado a 7 km a sudeste da antiga Ma'rib a antiga capital do Reino de Sabá construído nos arredores da cidade. Geralmente, os principais santuários sabeus estão localizados fora dos centros urbanos, a razão por trás disso é provavelmente a privacidade religiosa e para facilitar a condução dos rituais, chegando peregrinos de áreas remotas dos territórios sabeus. Essas peregrinações ocorriam desde 1200 a.C. até aproximadamente 550 d.C.  Tais padrões são observados em vários templos de Al-Jawf e Hadramaute.
A partir do colapso do dam em Ma'rib no século VI fez com as áreas agricultáveis da região deixassem de existir, e as pessoas deixassem a cidade, e que com o tempo o próprio templo deixasse de ser visitado e as areias do deserto começaram a tomar toda sua estrutura. 

## Inscrições
A inscrição mais antiga encontrada no complexo referia-se à construção de um enorme recinto no templo pelo mucarribe Iadail Dari I, em meados do século VII a.C. Indicando que a construção do templo se deu num período muito anterior. A inscrição de Iadail foi esculpida fora da parede e contém o seguinte:
Iadail Dari, filho de Sumuali, mucarribe de Sabá, cercou Auã, o templo de Almacá, quando sacrificou a Astar e [quando] ele estabeleceu toda a comunidade [unida] por um deus e um patrono e um pacto e um tratado [secreto]. Por Astar e por Haubas e por Almacá. 
A maior parte do templo é ocupada por um quintal desprotegido, cercado por um muro de pedra com uma planta oval irregular. Na parede interna do salão havia várias dezenas de inscrições altamente importantes do período final do reino sabeu.
A escavação parcial do peristilo do templo entre 1951 e 1952 pela Fundação Americana para o Estudo do Homem, liderada por Wendell Philips, abriu quase completamente o pátio de entrada e fez inúmeras descobertas. Como elaboradas estátuas de bronze e o uso da entrada sul na parede elíptica para rituais de ablução antes de entrar na cela. 

## Plano geral do templo
O templo esteve situado em local isolado, funcionando principalmente como área religiosa sagrada. O nome do local em sabeu, ''wm' (Auã, local de refúgio), significa a sacralidade ligada ao santuário. Existe a possibilidade de o templo ter se transformado de um pequeno santuário em um enorme complexo, abrangendo várias estruturas associadas ao templo, como casas para sacerdotes, salas auxiliares, oficinas para metalúrgicos, cemitério conectado ao santuário e uma área residencial que forma o chamado enclave protegido. Investigações geomorfológicas mostraram que o templo foi erguido em uma alta plataforma natural, tornando-o ainda mais impressionante para os telespectadores. O acesso ao complexo era controlado por portas que conduziam a séries hierárquicas de pátios e corredores que serviam como áreas de transição.
O templo em si era orientado para o sol nascente (nordeste) e consistia em oito pilares propileus marcando a entrada,  seguidos por um grande salão aberto retangular, o peristilo e logo en seguida um recinto maciço em forma oval com outras estruturas externas (próximo ao cemitério). Os pilares são a característica arquitetônica mais difundida usada nas antigas estruturas religiosas do sul da Arábia. O peristilo pode ter refletido os números do propileu de 8 pilares. No peristilo existem 32 pilares (4 × 8) com imitações de pétalas desenhadas e 64 janelas falsas (8 × 8) no interior deste salão. 
Estátuas de touros de bronze, cavalos e humanos costumavam ser afixadas aos portões de entrada do templo. Muitos aspectos da decoração, pinturas geométricas e figurativas, grandes esculturas em pedra finamente detalhadas, inscrições esculpidas pintadas de vermelho e os belos frisos ornamentais no exterior da parede, destinavam-se a impressionar os visitantes e enchê-los de admiração na presença de Deus. 

### O peristilo

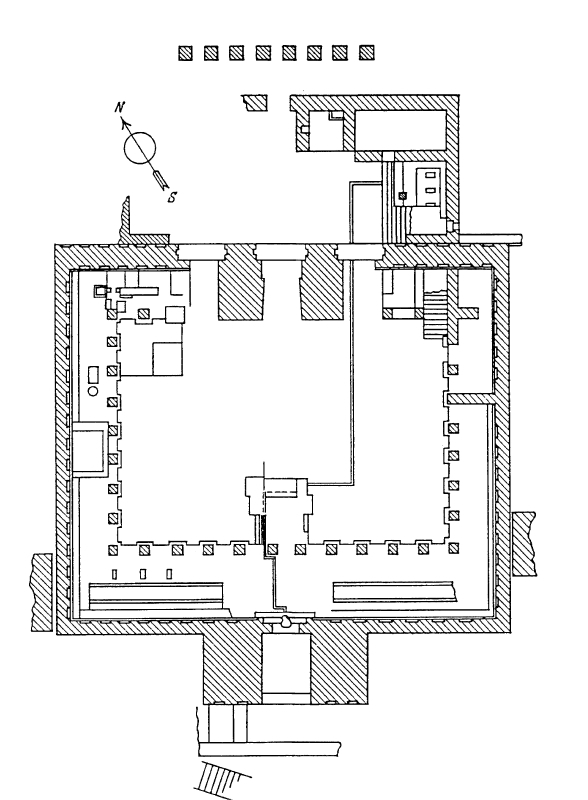
Planta do peristilo

A área aberta tem uma forma semi-retangular, entra-se nesta estrutura através de 8 monólitos com pilares em propileus, encimada por entalhes quadrados projetados para acomodar uma arquitrave. O perímetro da área de peristilo é de aproximadamente 42 m × 19 m e é ladeado pelo final do gabinete de forma oval em suas paredes exteriores a oeste e a leste. O interior da estrutura contém uma grande biblioteca de blocos de pedra inscritos e 64 motivos de janelas falsas verticalmente duplas com 32 pilares feitos de monólito único, exceto dois que sustentavam vigas de pedra. 
O número 8 parece refletir um número sagrado, pois é usado na entrada, pilares interiores (8 × 4) e janelas falsas (8 × 8). Edifícios antigos da Arábia do Sul, incluindo o salão peristilo de Auã, parecem ser pré-planejados de acordo com um sistema de medidas prescritas, em vez do uso total do espaço.  A escavação de 1951 revelou várias inscrições da Arábia do Sul, um grupo de capitéis de colunas quebradas, placas de bronze, altares e numerosas estátuas de cerâmica, junto com cacos que datam de 1500 a 1200 a.C.
Os visitantes do santuário são obrigados a passar pelo anexo e depois por um portão de três entradas para o peristilo. O portão pode ser fechado se necessário. 
Um conduto de água visível feito de alabastro costumava correr pelo corredor até uma bacia de bronze (69 × 200 cm) colocada em uma sala para fins de purificação. A água caiu no chão como uma fonte, e caiu tanto tempo e com tanta força que acabou atravessando uma bacia de cobre colocada sob e depois na própria pedra.

### O santuário oval

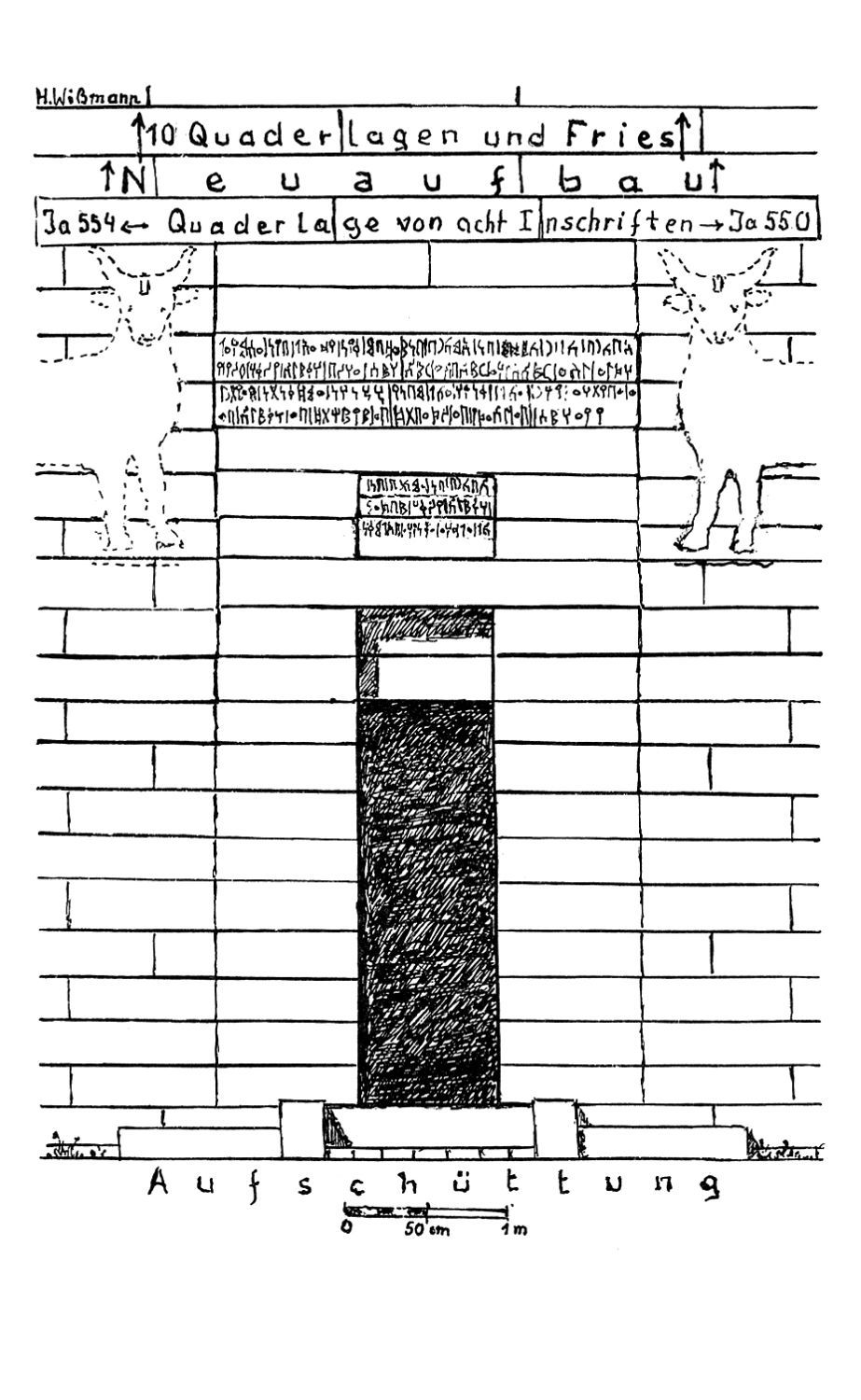
Reconstrução do portão noroeste, acessado apenas por sacerdotes

O santuário é definido por uma parede oval maciça que flanqueia o peristilo em suas asas oeste e leste; a parede mede aproximadamente 757 m de comprimento e 13 m de altura; no entanto, a altura original não pode ser determinada com certeza e é difícil avaliar sua extensão total.
Centenas de inscrições, foram descobertas no santuário e nas proximidades, apenas poucas tratam diretamente da construção do templo. Um dos termos usados para o santuário era em sabeu, 'gwbn' (o santuário do oráculo). O santuário inclui uma plataforma elevada dentro da área sagrada do templo, representando o monte primordial. O que o torna mais impressionante quando visto à distância. Parece, a partir de investigação arqueológica, que um local de culto foi construído em torno de uma fonte dentro do santuário.
O santuário oval é acessível a partir de dois portões, o que vinha do corredor peristilo, que era a entrada principal, enquanto outro mais antigo a noroeste foi construído exclusivamente para sacerdotes. Um terceiro portão foi descoberto pelas escavações de 1951, mas levava para o cemitério e era acessado apenas a partir do interior do santuário oval e restrito para os rituais funerários.
O santuário oval era a parte principal e mais sagrada do templo. Era um espaço aberto que continha várias estruturas, pátios e fontes. A maioria dos rituais era realizada no santuário oval e, de acordo com as inscrições em sabeu, era a casa de Almacá. Essa santidade é demonstrada pela existência de três lugares para purificação e para realizar abluções antes de entrar nos espaços sagrados, principalmente no santuário oval (casa de Almacá). A limpeza é enfatizada pelas inscrições descobertas que tratam da pureza física e espiritual dos adoradores. Várias inscrições atestam que um indivíduo que entra no santuário sem realizar rituais de purificação, sofrerá graves consequências. Embora nenhuma informação detalhada sobre o ato de purificação seja mencionada nas inscrições em Sabeu.

### O cemitério

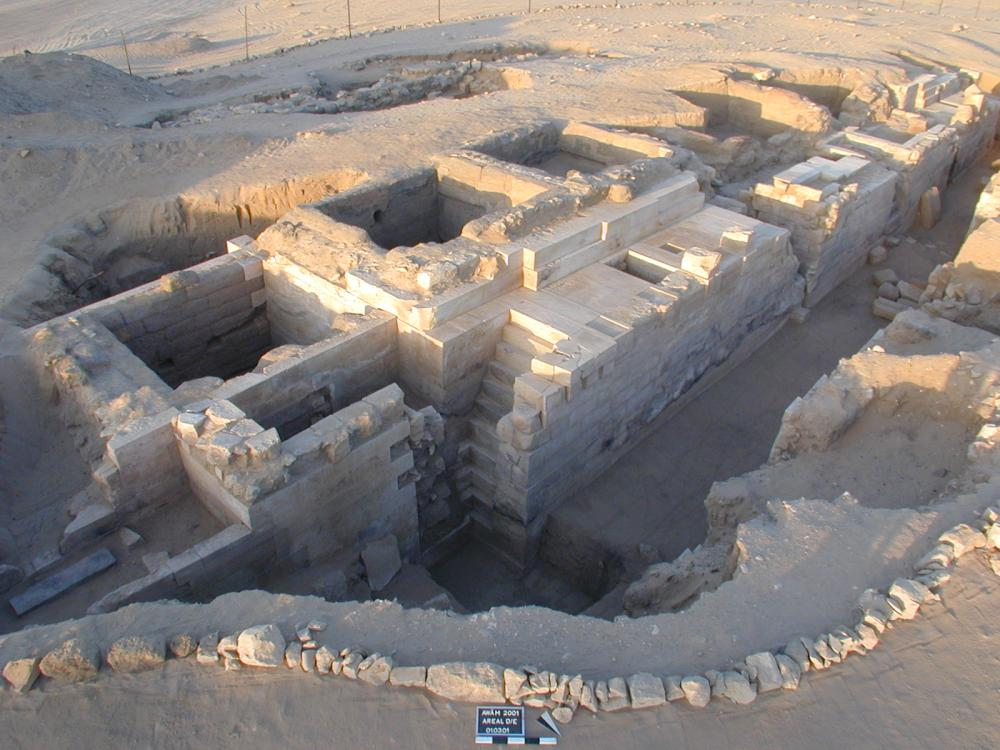
Cemitério anexo

Um cemitério foi anexado ao Santuário Oval no século VII a.C., e acessado aparentemente apenas de seu interior. O cemitério abriga cerca de 20.000 tumbas. Os túmulos do cemitério formam estruturas com vários andares (até quatro) construídas usando blocos de calcário excelentemente polidos e rebocadas. As paredes externas às vezes eram decoradas com frisos e baixo relevo do rosto dos mortos. 
Segundo as inscrições no sul da Arábia, o cemitério era conhecido como 'Mhrm Gnztn' (enclave sagrado do cemitério). Apesar da sacralidade do cemitério, não foram encontrados excedentes de restos epigráficos para as cerimônias rituais no complexo. Aparentemente, os rituais foram realizados no Santuário Oval, e depois levados no cemitério, onde outras cerimônias ocorreram antes do enterro. 
A memória dos mortos era preservada, colocando representações esculturais deles em seus túmulos e freqüentemente inscrevendo seus nomes